# پاپ کنستانتین
پاپ کنستانتین (به انگلیسی: Pope Constantine) (زاده ۶۶۴، درگذشته ۹ آوریل ۷۱۵ میلادی) از ۲۵ مارس ۷۰۸ تا زمان مرگش در ۷۱۵، پاپ کلیسای کاتولیک رم بود. وی تنها پاپی بود که یک نام شرقی مانند کنستانتین را بر خود نهاد.